# 69 Chambers
69 Chambers est un groupe suisse de heavy metal, originaire de Zurich. Il reprend des éléments de hard rock, metal progressif et groove metal, et s'inspire du psychédélisme et du grunge. 69 Chambers est souvent défini comme un groupe de post-grunge. Il ne compte que deux albums studio, mais est déjà considéré comme l'un des groupes suisses phares. Le groupe se différencie en particulier grâce au style vocal influencé pop de la chanteuse Nina Treml.

## Biographie
Le groupe est formé en 2001 à Zurich par Nina Treml (chant, guitare), Christoph Dubach (basse), et Scott Loren (batterie). Le guitariste (et l'ex-mari de Nina) Tommy Vetterli (connu sous le nom de Tommy T. Baron ; Coroner, Kreator, Stephan Eicher) les rejoindra par la suite ainsi que Diego Rapacchietti à la batterie. Apprécié aussi bien par les fans de heavy metal, de thrash metal et de death metal, 69 Chambers s'impose comme un groupe incontournable dans la catégorie « chanteuse à grosse voix ». Un premier album studio, War on the Inside, est publié en 2009.
Au début de 2012, le groupe annonce la sortie de son deuxième album studio, Torque au label Massacre Records, pour le 27 avril. L'album est remarqué et noté par la presse spécialisée,,,,,. 69 Chambers révèle par la suite la pochette de l'album, ainsi que la première vidéo et le single The Doom of Her Power et un making-of du single Anhedonia,.

## Membres

### Membres actuels
- Nina Treml – chant (depuis 2001), guitare (2001–2011), basse (depuis 2011)
- Diego Rapacchietti – batterie (depuis 2009)
- Tommy Vetterli (a.k.a. Tommy T. Baron) – guitare (depuis 2011)

### Anciens membres
- Christoph Dubach – basse (2001–2008)
- Scott Loren – batterie (2001–2007)
- David Preissel – batterie (2007–2008)
- Maddy Madarasz - basse, chœurs (2008–2011)
- Michi Brugger - batterie (2008–2009)

## Discographie
- 2009 : War on the Inside (Silverwolf Productions/SPV Recordings)
- 2012 : Torque (Massacre Records)
- 2018 : Machine (Massacre Records)